# CF Mounana
Centre de Formation de Mounana, auch als CF Mounana bekannt, ist ein gabunischer Fußballklub mit Sitz in der Stadt Mounana in der Provinz Haut-Ogooué. Aktuell spielt der Verein in der ersten Liga.

## Geschichte
Der Klub wurde im November 2006 gegründet und startete die Saison 2007/08 in der zweitklassigen Championnat National D2. Zur Saison 2010/11 gelang dann bereits vier Jahre nach Gründung der Aufstieg in die oberste Spielklasse, die Championnat National D1. Die erste Spielzeit schloss die Mannschaft mit 39 Punkten auf dem fünften Platz ab. Gleich in der Spielzeit 2011/12 gelang es, sich mit 57 Punkten am Ende der Spielzeit gegen alle anderen Mannschaften durchzusetzen und zum ersten Mal die nationale Meisterschaft einzufahren. Danach gelang es zudem noch einmal, den Coupe du Gabon in der Saison 2013 gegen US Bitam zu gewinnen. Danach setzte sich die Mannschaft im oberen Bereich der Liga fest und erlangte zuletzt noch einmal 2015/16 die Meisterschaft wie auch 2016 und 2016 den Gewinn des Pokals.
Auf internationaler Ebene kam die Mannschaft in der Saison 2015 des CAF Confederation Cup am weitesten. Hier nahm das Team als Vizemeister der Saison 2013/14 teil und erreicht die zweite Runde der Qualifikation.

## Erfolge
- Gabunischer Meister: 2011/12, 2015/16, 2016/17
- Gabunischer Pokalsieger: 2013, 2015, 2016

## Stadion
Der Verein trägt seine Heimspiele im Stade Augustin Monédan de Sibang in Libreville aus. Das Stadion hat ein Fassungsvermögen von 7000 Personen.